# Мирко Милојковић
Мирко Милојковић (Смедеревска Паланка, 28. октобар 1918 – 3. фебруар 1986) је био српски новинар и књижевник, учесник Народноослободилачке борба народа Југославије, и био је председник Удружења новинара Србије (1956–1960).

## Биографија
Био је након Другог светског
рата, новинар Гласа, Политике, Радио Београда. Објављивао је хумореске, репортаже и кратке приче у бројним часописима.

## Дела[2]

### Књижевност
- Где је моја улица - приповетке (1958)
- Утвара - роман (1961)
- У тами благо - легенде из наших крајева (1974/1985)
- Инаџије - роман (1988)

### Стручна литература
- Борба за јединство радничке класе у свету (1948)
- Коста Аврашевоћ - живот и рад (1951)
- Крв на лишћу - записи о партизанском ратовању у Шумадији (1955)
- Цунко - документарна литература (1956)
- Једна младост у Србији (1961)
- Буна хроника о народноослободилачком рату у Шумадији (1971)
- Крагујевачки партизански одред - сећања бораца (1973)
- Пад и успон Јове Пржикоже (1982)

## У тами благо
Мирко је данас највише запамћен по збирци народних легенди У тами благо, које је сакупио из свих крајева бивше Југославије. Међу легендама се на пример налазе : како је Тресибаба добила име (лопови су окренули наопачке старицу како би јој украли злато, и док су је тресли да злато испадне, она је преминула), како су Чемерник и Црна Трава добили име (јунаци пошли у бој на Косово, и заспали на ливади опијени од неке халуциногене траве, па нису ни стигли у битку, те за то окривили и проклели крај у ком су се нашли "Ој црна траво, чемерна траво") и многе друге до тада непознате легенде.